# Dollard Saint-Laurent
Pour les articles homonymes, voir Saint-Laurent.
Dollard Hervé Joseph Saint-Laurent (né le 12 mai 1929 à Verdun dans la province de Québec au Canada, et mort le 6 avril 2015) est un joueur de hockey sur glace professionnel canadien qui a joué plus de 600 matches dans la Ligue nationale de hockey.
Après avoir joué avec l'équipe du Canadien junior de Montréal dans la Ligue de hockey junior du Québec entre 1947 et 1949, Saint-Laurent fait ses débuts en sénior avec les Royaux de Montréal dans la Ligue de hockey senior du Québec en 1949-1950. Au cours de cette saison, il participe à trois rencontres dans la Ligue nationale de hockey avec les Canadiens de Montréal avant de retourner jouer deux saisons avec les Royaux.Entre 1951 et 1958, il joue avec les Canadiens dans la LNH, remportant quatre Coupes Stanley. En 1958, il rejoint les Black Hawks de Chicago pour quatre nouvelles saisons et une cinquième et dernière Coupe Stanley en 1961. Il finit sa carrière dans la LAH avec les As de Québec lors de la saison 1962-1963.

## Biographie

### Ses débuts
Dollard Hervé Joseph Saint-Laurent naît le 12 mai 1929 à Verdun, une ville qui deviendra des années plus tard un arrondissement de Montréal au Québec, Canada. Comme de nombreux enfants de la ville, il grandit en jouant au hockey, d'autant plus facilement que sa famille habite dans une rue menant au Fleuve Saint-Laurent, patinoire naturelle au cours des mois d'hiver. Adolescent, il est repéré par un recruteur des Canadiens de Montréal de la Ligue nationale de hockey et Saint-Laurent signe un contrat de 100 dollars. 
Il rejoint ainsi l'organisation des Canadiens dès la saison 1947-1948 en s'alignant pour le Canadien junior de Montréal de la Ligue de hockey junior du Québec en tant que défenseur. Il est un des rares joueurs de son époque à poursuivre des études en même temps que sa carrière de joueur ; ainsi, il suit des études de dentiste au sein de l'Université McGill. Au cours de la saison suivante, il prend de plus en plus d'importance au sein de l'équipe inscrivant 42 points en 44 rencontres. Il est alors désigné comme membre de la première équipe d'étoiles de la LHJQ. Saint-Laurent monte alors d'un cran et rejoint les Royaux de Montréal de la Ligue de hockey senior du Québec pour la saison 1949-1950. Au cours de la saison suivante, il fait ses débuts pour trois rencontres dans la LNH alors que dans la LHSQ, il progresse avec 42 points et une sélection dans la deuxième équipe d'étoiles de la ligue.

### Avec les Canadiens de Montréal
Le défenseur du Québec commence la saison 1951-1952 avec les Royaux mais le jour de Noël, il est appelé pour jouer avec les Canadiens de Montréal. En compagnie d'un autre joueur des Royaux, Dick Moore, il signe son premier contrat professionnel avec Montréal pour deux saisons alors que l'équipe joue à Toronto. Saint-Laurent, auteur jusque-là de 26 points avec les Royaux, profite de la blessure de Ross Lowe pour se faire une place dans la défense de l'équipe. Saint-Laurent finit la saison avec les Canadiens qui terminent deuxièmes du classement avant de perdre en finale des séries éliminatoires de la Coupe Stanley. D'un point de vue individuel, Saint-Laurent compte 13 points en saison régulière et trois de plus au cours des séries.
Deuxièmes de la saison régulière 1952-1953, les Canadiens peinent à vaincre les Black Hawks de Chicago qui, après cinq rencontres, mènent trois matchs à deux. Les Canadiens parviennent tout de même à remporter leur billet pour la finale en battant Chicago sur le score de 4-1 lors du septième match. Cette finale se joue contre les Bruins de Boston et Montréal remporte la première manche sur le score de 4-2 ; les joueurs de Boston gagnent le deuxième match 4-1 mais concèdent deux nouvelles défaites sur leur glace. La cinquième et dernière partie de la série a lieu le 16 avril 1953 et après les trois périodes de jeu, ni Gerry McNeil ni Jim Henry n'ont concédé le moindre but. Après 1 min 22 s en prolongation, Elmer Lach sur un service de Maurice Richard inscrit le but de la victoire et de la Coupe Stanley pour les Canadiens. En 12 rencontres des séries, Saint-Laurent inscrit 3 points sur 3 passes décisives.
À la fin de la saison suivante, les Canadiens sont une nouvelle fois deuxièmes de la saison régulière mais cette fois perdent en finale contre les Red Wings de Détroit emmenés par Gordie Howe. Ces derniers s'imposent en sept rencontres dont la dernière en prolongation par un but de Tony Leswick. La saison 1954-1955 des Canadiens ressemble en tous points à la précédente avec une deuxième place au classement général, derrière Détroit, puis une défaite en finale en sept rencontres contre Howe et les Red Wings. Au cours milieu de la finale, Saint-Laurent est hospitalisé pour des problèmes aux jambes.
L'équipe des Canadiens parvient à battre les Red Wings au classement de la saison 1955-1956 alors que Saint-Laurent manque une partie de la saison et ne jouant que 46 rencontres. Il participe également à quatre des 10 rencontres des séries de son équipe lors de la conquête de la Coupe Stanley, la huitième de l'histoire de la franchise,. Même si Détroit est de retour en tête de la LNH à la fin de la saison 1956-1957, ils sont éliminés en demi-finale des séries 1957 par les Bruins qui retrouvent les Canadiens en finale. L'équipe de Saint-Laurent remporte une nouvelle Coupe en battant les joueurs de Boston en cinq rencontres,.
La saison 1957-1958 est encore une fois couverte de succès pour les Canadiens qui se classent premiers de la saison régulière, éliminent les Red Wings en quatre matchs sans réponse en demi-finale des séries 1958 puis battent les Bruins en six rencontres pour une troisième Coupe Stanley consécutive,. Bien qu'il manque une partie de la saison en raison d'une blessure au visage, le défenseur de Verdun finit avec 23 points, le plus haut total de sa carrière mais il s'agit de sa dernière saison avec les Canadiens, il est vendu avant les débuts de la saison suivante par Frank J. Selke aux Black Hawks de Chicago.

### Avec les Black Hawks de Chicago
Ainsi, le 3 juin 1958, Tommy Ivan achète Saint-Laurent aux Canadiens en échange de dollars et de considérations futures, en l'occurrence le prêt d'un joueur en février 1959. Une des raisons de la vente de Saint-Laurent à Chicago est son rôle de plus en plus important au sein de la tentative de création d'un syndicat de joueurs.
Sa nouvelle équipe lui réussit bien puisque pour la première fois depuis ses débuts dans la LNH, Saint-Laurent participe à toutes les rencontres de son équipe même s'il ne comptabilise que 12 points. Les Black Hawks se qualifient pour les séries de 1959 mais sont éliminés par l'ancienne équipe de Saint-Laurent en six rencontres. La saison suivante est la même pour l'équipe de Chicago avec une défaite en 4 rencontres contre Montréal au premier tour des séries 1960. Au cours de cette saison, Saint-Laurent joue le 500e match de sa carrière dans la LNH.
L'équipe 1960-1961 de Chicago semble se diriger vers le même destin que lors des saisons précédentes puisque l'équipe se classe troisième de la saison 1960-1961, comme en 1958-1959 et 1959-1960. En demi-finale des séries, les Black Hawks rencontrent pour la troisième saison consécutive les Canadiens de Montréal. Ces derniers, vainqueurs des cinq dernières coupes Stanley, viennent de remporter la saison régulière avec 17 points d'avance sur Chicago et ceci malgré la retraite de Maurice Richard. Malgré cet avantage sur le papier, Saint-Laurent et ses coéquipiers surprennent les Canadiens en six rencontres dont les deux dernières victoires par des blanchissages de Glenn Hall et sa défense. 
Pour la finale, les Black Hawks sont confrontés aux Red Wings de Détroit. Les deux premiers matchs sont joués à Chicago et les équipes se partagent une victoire chacune 3-2 pour les joueurs locaux puis 3-1 pour Détroit. Chicago remporte le troisième match à Détroit 3-1 puis Détroit égalise par une victoire 2-1. Les Black Hawks reprennent les devants au cinquième match par une victoire 6-3 puis remportent la Coupe Stanley lors du sixième match 5-1, la cinquième pour Dollard Saint-Laurent. En 1961-1962, Chicago finit encore une fois à la troisième place du classement puis bat les Canadiens une nouvelle fois en six matchs mais perdent la finale de la Coupe Stanley 1962 contre les Maple Leafs de Toronto en six matchs.
Saint-Laurent a alors 33 ans et 11 onze saisons professionnelles de la LNH derrière lui et plus de 650 matchs même s'il n'a pas réussi en 1961-1962 à inscrire de but, une première dans sa carrière. Il est vendu par Chicago aux As de Québec de la Ligue américaine de hockey début septembre 1962. Cette saison dans la LAH est finalement la dernière pour Saint-Laurent qui compte 17 points en 54 rencontres alors que son équipe manque les séries éliminatoires de la Coupe Calder. Sa carrière se finit sur une blessure à la jambe gauche.

### Vie privée
Par la suite, il se reconvertit en travaillant dans une compagnie d'assurance puis en devenant propriétaire de sa propre affaire. Il s'investit également beaucoup au sein du club de golf de Belœil. Il se marie une première fois avec Jessie Fitzpatrick, qui meurt en 1993 à l'âge de 64 ans. Il refait sa vie par la suite avec Gloria Loiselle. Il tombe malade à 82 ans et ne sort quasiment plus de chez lui jusqu'à sa mort le 6 avril 2015 à l'âge de 85 ans dans la ville de Belœil au Canada, laissant derrière lui trois filles, quatre garçons et douze petits-enfants. Un de ses fils, Michel, prendra pendant un temps la présidence de Golf Québec alors que son neveu, André St-Laurent, connaîtra également une carrière de professionnel du hockey.

## Statistiques
| Saison     | Équipe                      | Ligue      |     | Saison régulière | Saison régulière | Saison régulière | Saison régulière | Saison régulière |   | Séries éliminatoires | Séries éliminatoires | Séries éliminatoires | Séries éliminatoires | Séries éliminatoires |
| Saison     | Équipe                      | Ligue      | PJ  | B                | A                | Pts              | Pun              | PJ               | B | A                    | Pts                  | Pun                  |                      |                      |
| 1947-1948  | Canadien junior de Montréal | LHJQ       | 15  | 3                | 10               | 13               | 12               | -                | - | -                    | -                    | -                    |                      |                      |
| 1948-1949  | Canadien junior de Montréal | LHJQ       | 44  | 15               | 27               | 42               | 77               | 4                | 0 | 4                    | 4                    | 8                    |                      |                      |
| 1949-1950  | Royaux de Montréal          | LHSQ       | 45  | 7                | 15               | 22               | 66               | -                | - | -                    | -                    | -                    |                      |                      |
| 1950-1951  | Canadiens de Montréal       | LNH        | 3   | 0                | 0                | 0                | 0                | -                | - | -                    | -                    | -                    |                      |                      |
| 1950-1951  | Royaux de Montréal          | LHSQ       | 57  | 12               | 30               | 42               | 69               | 7                | 3 | 2                    | 5                    | 14                   |                      |                      |
| 1951-1952  | Royaux de Montréal          | LHSQ       | 27  | 10               | 16               | 26               | 22               | -                | - | -                    | -                    | -                    |                      |                      |
| 1951-1952  | Canadiens de Montréal       | LNH        | 40  | 3                | 10               | 13               | 30               | 9                | 0 | 3                    | 3                    | 6                    |                      |                      |
| 1952-1953  | Canadiens de Montréal       | LNH        | 54  | 2                | 6                | 8                | 34               | 12               | 0 | 3                    | 3                    | 4                    |                      |                      |
| 1953-1954  | Canadiens de Montréal       | LNH        | 53  | 3                | 12               | 15               | 43               | 10               | 1 | 2                    | 3                    | 8                    |                      |                      |
| 1954-1955  | Canadiens de Montréal       | LNH        | 58  | 3                | 14               | 17               | 24               | 12               | 0 | 5                    | 5                    | 12                   |                      |                      |
| 1955-1956  | Canadiens de Montréal       | LNH        | 46  | 4                | 9                | 13               | 58               | 4                | 0 | 0                    | 0                    | 2                    |                      |                      |
| 1956-1957  | Canadiens de Montréal       | LNH        | 64  | 1                | 11               | 12               | 49               | 7                | 0 | 1                    | 1                    | 13                   |                      |                      |
| 1957-1958  | Canadiens de Montréal       | LNH        | 65  | 3                | 20               | 23               | 68               | 5                | 0 | 0                    | 0                    | 10                   |                      |                      |
| 1958-1959  | Black Hawks de Chicago      | LNH        | 70  | 4                | 8                | 12               | 28               | 6                | 0 | 1                    | 1                    | 2                    |                      |                      |
| 1959-1960  | Black Hawks de Chicago      | LNH        | 68  | 4                | 13               | 17               | 60               | 4                | 0 | 1                    | 1                    | 0                    |                      |                      |
| 1960-1961  | Black Hawks de Chicago      | LNH        | 67  | 2                | 17               | 19               | 58               | 11               | 1 | 2                    | 3                    | 12                   |                      |                      |
| 1961-1962  | Black Hawks de Chicago      | LNH        | 64  | 0                | 13               | 13               | 44               | 12               | 0 | 4                    | 4                    | 18                   |                      |                      |
| 1962-1963  | As de Québec                | LAH        | 54  | 3                | 14               | 17               | 34               | -                | - | -                    | -                    | -                    |                      |                      |
| Totaux LNH | Totaux LNH                  | Totaux LNH | 652 | 29               | 133              | 162              | 496              | 92               | 2 | 22                   | 24                   | 87                   |                      |                      |

## Trophées et honneurs personnels
- Première équipe d'étoiles de la LHJQ en 1948-1949
- Seconde équipe d'étoiles de la LHSQ en 1950-1951
- Vainqueur de la coupe Stanley en 1953, 1956, 1957, 1958 et 1961
- Sélectionné pour jouer le match des étoiles de la LNH en 1954, 1957, 1958, 1959 et 1962

### Site historique des Canadiens de Montréal
Description, photos, faits saillant, biographie et plus sur le site historique des Canadiens, Notre Histoire.
1. 1 2  Saison 1952-1953
2. ↑  Coupe Stanley n°7
3. ↑  Coupe Stanley n°8
4. ↑  Coupe Stanley n°9
5. ↑  Coupe Stanley n°10
6. ↑  Saison 1960-1961